# Kaj Andersson (entreprenör)
För andra betydelser, se Kaj Andersson.
Kaj Andersson, folkbokförd Kai Edvard Andersson, född 3 juni 1925 i Finja församling, Kristianstads län, död 25 september 2000 i Finja församling, var en svensk entreprenör och grundare av Finja Betong.
På 1950-talet hjälpte Kaj Andersson, som då var elektriker, bönderna i Göingebygden att dra in ström till gårdarna. När han inte fick betalt i pengar fick han i stället ett grustag av en markägare som betalning och därmed var grunden lagd för Finja Betong. Han var VD och styrelseordförande i företaget. Efter att han stigit av VD-posten drev han strutsuppfödning på gården Södra Freskog utanför Hässleholm.
Han är far till Gull-Britt Jonasson (född 1951), som övertog VD-posten i Finjakoncernen 1989.